# Dolce (Czechy)
Dolce – gmina w Czechach, w powiecie Pilzno Południe, w kraju pilzneńskim. Według danych z dnia 1 stycznia 2013 liczyła 274 mieszkańców.